# 10 км (зупинний пункт, Придніпровська залізниця)
10 кіломе́тр — пасажирський залізничний зупинний пункт Кримської дирекції Придніпровської залізниці.
Розташований між селами Овочеве та Калинівка Джанкойський район АР Крим на лінії Джанкой — Армянськ між станціями Богемка та Джанкой.
Станом на березень 2020 року щодня дві пари електропоїздів слідують за напрямком Феодосія/Джанкой — Армянськ.